# Литовська Католицька наукова академія
Литовська Католицька наукова академія (ЛКНА) — литовське об'єднання вчених, яке організовує наукові справи та популяризує науку. Згуртовує всіх литовських науковців католицького світогляду в Литві і за кордоном, які поєднують науку з християнською думкою та культурою. Зареєстрована 22 жовтня 1922 року.

## Заснування
8 вересня 1907 року папа римський Пій X оголосив Енцикліку «Pascendi domini gregis», яка дуже різко засудила помилки модернізму. В ній заявив про необхідність об'єднання католиків-науковців. Професор Пранцішкус Бучіс у статті «Міжнародне об'єднання для піднесення Католицької науки і Литва», яка була надрукована в Каунасі в газеті «Draugija» (Товариство), обґрунтував потребу об'єднання католиків-інтелектуалів. Цей задум був реалізований через 14 років.
Статут Литовської Католицької наукової академії був зареєстрований 12 серпня 1922 року в установах Каунаса та Каунаського округу. Днем заснування ЛКНА вважається 22 жовтня цього ж року, коли відбулися установчі збори.
Мета діяльності ЛКНА була визначена у 2-му пункті Статуту:
- згуртовувати науковців-католиків у Литві та за кордоном для наукової роботи;
- створити їм якомога кращі умови для праці;
- готувати нові наукові кадри, виховувати наукові особистості, щоб Академія стала центром католиків-науковців і змогла інтегрувати литовську науку до світової скарбниці;
- піднести науку та християнську культуру литовського народу.

Діяльність ЛНКА поділяється на 3 періоди:
- 1922—1940 роки (незалежна Литва);
- 1956—1992 роки (в діаспорі – центр містився в Римі);
- у 1990 році зареєстрована в Литві, а в 1992 році переведена до Литви.

## Перший етап діяльності
На першому етапу існування Академія займалася організаційною та просвітницькою діяльністю. Це дозволило підготувати наукові кадри для роботи в різних напрямках науки в Литві і в еміграції. Важливим видом діяльності була і видавнича справа.
Академія надавала стипендії молоді для навчання за кордоном. Провела підготовчу роботу для створення Литовського Католицького університету.
Спочатку більшість членів ЛКНА працювали у створеному 1922 року в Каунасі Литовському університеті, на факультеті богословія–філософії. Після того як влада провела скорочення на факультеті, члени Академії значно активізували свою діяльність як окрема організація. Розпочалася робота над словником Знаменитостей, Литовською енциклопедією, у 1930 році опубліковане перше видання ЛКНА – книга «Užgesę žiburiai» (Загаслі вогники), проводилися заходи по скликанню з'їздів та інше.
У перший період діяльності було проведено в Каунасі три з'їзди ЛКНА, називалися «Lietuvių katalikų mokslininkų
ir mokslo mėgėjų suvažiavimai» (З'їзди литовських католиків і любителів науки). На I з'їзді (1933) головним було згуртування католиків-науковців та любителів науки; на II з'їзді (1936) – розгляд проблем духовної кризи; III з'їзд (1939) був присвячений 550-річчю Християнства в Литві і 20-річчю відновлення незалежної Литовської держави.
Робота на з'їздах відбувалася по секціях: на I з'їзді було створено 4 секції (теології, філософії-педагогіки, мовну та соціальних наук). На II з'їзді додалася секція історичних наук та жіноча секція. Прочитані доповіді і лекції під час з'їздів, промови, дискусії, різні виступи, в яких зроблено огляд діяльності між з'їздами були надруковані в «LKMA
Suvažiavimo darbai» (Праці з'їздів ЛКНА у 1935, 1937 та 1940 роках.
У 1930 році вийшло біографічне видання «Загаслі вогники», яке містило короткі біографії 38 осіб (22 литовці і 14 осіб інших національностей).
Одним з напрямків роботи Академії був випуск енциклопедій. З 1927 року розпочалася робота над Енциклопедичним словником, в який повинні були увійти всі діячі науки та культури Литви (литовці й представники інших національностей). У 1940 році, коли Червона армія окупувала Литву, п'ять машинописних томів (по 600—700 сторінок) сховали. Їх подальша доля невідома.
Значно кращою була доля Литовської енциклопедії, робота над якою розпочалася у 1930 році. З жовтня 1931 року щомісячно випускалися окремі окремі зошити. У 1933 році вийшов перший том, що складався з 12-ти зошитів. Наступні роки виходило по одному тому (останній, IX том, вийшов у 1941 році). Досвід, набутий при роботі над цією енциклопедією, був використаний при випуску в 1953—1966 роках у Бостоні 35 томів Литовської енциклопедії.
У 1940 році діяльність Академії була заборонена радянськими окупантами.

## Еміграція
30 грудня 1954 року в Римі створено організаційну комісію для відновлення Литовської Католицької наукової академії. Було підписано акт відновлення Академії. Статут ЛКНА було перекладено і пристосовано до чинних умов Італії, зроблено оголошення в пресі. Відповідний орган поліції Італії 9 вересня 1956 року зареєстрував Статут ЛКНА.
В період еміграції діяльність ЛКНА була зосереджена в наукові діяльності. Члени створеної секції істориків зробили важливі дослідження історії не тільки Литви, але й України.
В еміграції було випущено 52 назви книг, які можна згрупувати у сім серій: Праці з'їздів ЛКНА, Літописи ЛКНА, Джерела історії Литви, Негаснучі вогники, Студії літератури, Твори членів ЛКНА та книги інших авторів. Ці видання потрапляли до фондів відомих бібліотек світу.
Зусиллями Академії у Римі була заснована Литовська Колегія св. Казимира.

## Відновлення Академії
Намір про відновлення Литовської Католицької наукової академії в Литві було оголошено 26 листопада 1989 року. 17 лютого 1990 року була проведена установча конференція. 5 травня цього ж року ЛКНА була зареєстрована в Раді Міністрів. Наступного дня Центральна управа ЛКНА в Римі підтвердила правочинності Управової ради Литви та її виборного керівництва і у 1992 році переїхала з Риму до Литви.
Зараз робота ЛКНА організується через 8 регіональних відділів, найбільші з яких мають секції з різних галузей наук. Наукові публікації членів ЛКНА здійснюються по семи серіям, які відповідають напрямкам наук.